# 阿沃 (上比利牛斯省)
阿沃 （法語：Aveux，法語發音：[avø]）是法国上比利牛斯省的一个市镇，属于巴涅尔德比戈尔区。

## 地理
阿沃（43°0'34"N, 0°34'15"E）面积3.08 平方千米，位于法国奧克西塔尼大區上比利牛斯省，该省份为法国西南部内陆省份，北至热尔省，西接大西洋比利牛斯省，南与西班牙接壤，东临上加龙省。
与阿沃接壤的市镇（或旧市镇、城区）包括：萨尔、克雷谢、戈当、科曼日地区圣贝特朗、昂拉。
阿沃的时区为UTC+01:00、UTC+02:00（夏令时）。

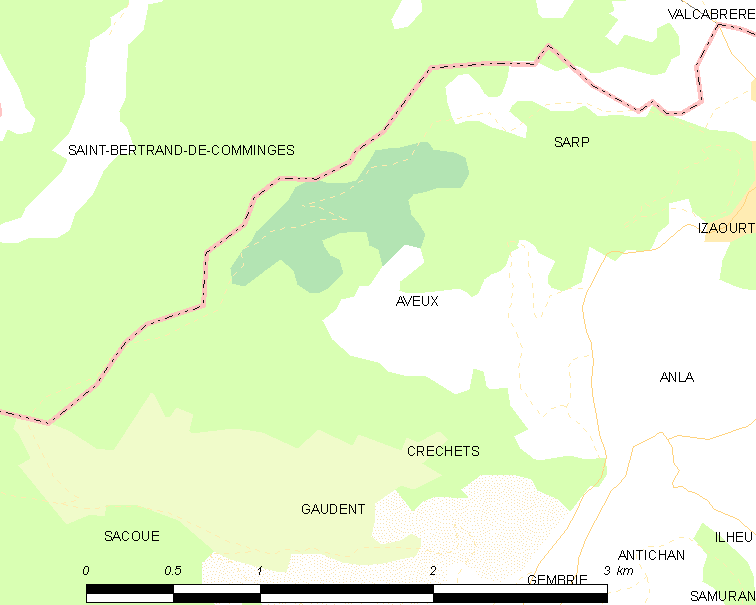
阿沃的OSM定位图

## 行政
阿沃的邮政编码为65370，INSEE市镇编码为65053。

## 政治
阿沃所属的省级选区为巴鲁斯谷县。

## 人口

1962-2008年间阿沃人口变化图示

阿沃于2022年1月1日时的人口数量为41人。